# Commersonia novoguinensis
Commersonia novoguinensis är en malvaväxtart som först beskrevs av Alexander Gilli, och fick sitt nu gällande namn av Gordon P. Guymer. Commersonia novoguinensis ingår i släktet Commersonia och familjen malvaväxter. Inga underarter finns listade i Catalogue of Life.